# 東京都立大学附属高等学校
東京都立大学附属高等学校（とうきょうとりつだいがくふぞくこうとうがっこう、英: Senior High School affiliated to Tokyo Metropolitan University）は、かつて東京都目黒区八雲にあった東京都立高等学校。現在の桜修館中等教育学校後期課程に当たる。

## 概要
旧制7年制高等学校（尋常科4年、高等科3年の課程）の府立高等學校尋常科を前身とする新制高等学校であった。
府立一中（現：日比谷高校）内において尋常科を設置した7年制の府立高等學校として設立。その後、1943年に東京都制の実施により「都立高等学校」と改称。学制改革により、1948年に都立高等学校は、高等科が他の旧制都立学校とともに東京都立大学となり、尋常科は都立新制高等学校に改組された。
1949年に男女共学となり、1950年に「東京都立大学附置学校」となり、同年、「東京都立大学附属高等学校」と改称した。このような経緯から、都立で唯一の大学附属高校だった。
都立高校全盛期にあっては、同学区の新宿高校や戸山高校に次ぐ進学校であった。都立大学の附属学校として同じ敷地内にあったため、第二外国語としてドイツ語、フランス語の選択授業を大学教員が行っていた。また、他校に先駆けて理学部、工学部への推薦入学枠があった（後に他校にも推薦枠が開放された）。
2005年、東京都の学校改革により、東京都立大学は公立大学法人首都大学東京へ改組されたため、東京都立大学附属高等学校は制度上附属校でなくなった。定時制は同年度限りで閉科。全日制の課程も実質的に2006年度に新設された桜修館中等教育学校へ吸収され、2010年度をもって東京都立大学附属高等学校は閉校となった。2011年3月5日に閉校式典が行われた。

### 校風
「自由と自治」および「真理の探究」を伝統的な精神としていた。
府立高等学校以来の伝統であり、教育理念となっていた。府立高等学校の初代校長川田正澂の理念「英国イートン校の教育方針である英国風の格調高い人物養成を軸に、日本の高等学校の伝統とする自由と正義を重んじ、真理を愛好する自主的な高校精神」に基づいているといわれた。

### 教育目標
「人間性を尊び、自由と自治を重んずる校風のうちに、知性と体位を向上させ、品位を陶冶すること」としていた。

## 教育課程
- 全日制課程
  - 普通科
- 定時制課程

## 沿革

### 略歴
府立高等学校の設立
前身校の府立高等学校は、内地では最後に設立された旧制7年制高等学校であった。これは東京高等学校をはじめとして設置され（学習院に関しても、当該系統に分類されることがある。）、現在の中高一貫教育の基盤となる。東京府立第一中学校の高等科設置の動きに反発が起きたため独立して設立された。入学者は東京出身者が多かったが、現在の都立高校とは異なり全国からの受験が認められていた。また、当時の高等学校としては珍しく、身体障害者でも入学試験に合格すれば入学が可能であった。7年制高等学校は歴史家によると「先端的な教育思想の教育家や英国流のパブリックスクールに傾倒した国際派経済人」、「蛮カラに違和感を持つ上中流の保護者」などが構想を支持した。そのため川田正澂校長は英国のイートン・カレッジなどをモデルに設立した。
新制高等学校への移行
戦後に府立高等学校尋常科は東京都立大学附属高等学校となった。歴代校長には東京都立大学の教授が就任し、都立学校として高大連携教育が盛んに行われた。さらに兎が生息するなど、学校内は自然が多く環境に恵まれていた。しかし、学生運動による紛争や入試制度改革、私立学校の隆盛などにより受験生の敬遠する状況も発生する。1980年代より東京都立大学と本格的に検討されていた教育改革は、同大学の移転などもあり、将来像を探る動きがより見られるようになった。めぐろシティカレッジとして東京都立大学および本校教職員、目黒区、東京都教育委員会などを中心に、東京都立大学跡地での文化の継承・発展を動機として運営を開始した、本校を会場とする生涯学習講座が開かれるなど交流が続いた。
中等教育学校への改編
1990年代に教育学者でもあった山住正己総長（当時）や歴代校長、教職員、同窓会などの下で改革論議が活発となる。1997年には『世界』（四月号）に論文「中高一貫教育試論」が発表される。1997年6月に文部科学省（文部省）の中央教育審議会第二次答申の提言を受けて、橋本龍太郎内閣において「学校教育法等の一部を改正する法律」が1998年6月に成立した。石原慎太郎東京都知事の都政の下では学区制の廃止、東京都立大学の改編、公立中高一貫校の導入などの政策が進められた。本校は早期に改編の対象となり、関係部局や有識者により設置に向けた準備が開始される。2004年に石坂康倫が開設準備担当校長として着任し、目黒地区中等教育学校の開設準備室を設置した。有識者に教育推進会議などではエマニュエル・パヴィヨン（在日フランス大使館文化部次席参事官）、亀山継夫（元最高裁判所判事）、小松郁夫（国立教育政策研究所高等教育研究部長）等が外部委員として招かれ協議が行われた。そして、東京都教育委員会（委員長：木村孟、委員：鳥海巌、米長邦雄、内館牧子、高坂節三、教育長：中村正彦）において提示された校名により、2005年の東京都議会第3回定例会にて「東京都立桜修館中等教育学校」として中等教育課程が編成された。
校章・校旗・校歌および伝統の継承と閉校
2010年度まで併設されていた本校では伝統を継承する活動も学校行事や会報、八雲が丘文庫の創設などを通して進められた。そして、2011年3月の閉校式において、府立高等学校より続く校章・校旗・校歌の東京都立桜修館中等教育学校への引き継ぎが行われた。

### 年表
- 1929年 - 府立高等学校（尋常科4年、高等科3年）が東京府立第一中学校内にて開校。
- 1932年 - 現在地へ移転。
- 1943年 - 都制実施に伴い、都立高等学校と改称。
- 1948年 - 新学制実施。都立高等学校尋常科を都立新制高等学校とする。
- 1949年 - 男女共学となる。
- 1950年 - 東京都立大学附置学校、ついで東京都立大学附属高等学校と改称。
- 1952年 - 学区合同選抜制度導入。
- 1967年 - 学校群制度実施。広尾高校、目黒高校と23群を組む。
- 1982年 - グループ合同選抜制度導入。21グループに属す。
- 1991年 - 東京都立大学の八王子移転が完了。
- 1994年 - 現在の単独選抜制度導入。
- 1999年 - 創立70周年記念式典挙行。
- 2006年 - 定時制閉課。
- 2009年 - 全日制募集停止。
- 2011年 - 閉校。

## 基礎情報（閉校時）

### 交通
- 東急東横線都立大学駅 徒歩15分
- 東急バス「都立大学附属高校前」もしくは「めぐろ区民キャンパス」で下車

### 象徴
校章
桜（の内側）に旭日。（府立高等学校設立の背景を参照）
校旗
府立高等学校時代からの旗。
校歌
- 「校歌」 昭和10年発表。作詞：蔵田延男 作曲：實吉捷郎 編曲：山口遥平
- 「嗚呼西山の（雲はれて）」と呼ばれている。当時学生であった蔵田延男（地質学者、理学博士）により作られた歌である。曲については、最初は戸山学校軍楽隊による勇ましい曲調であった。しかし、学生は自由と自治を大切にしていたため、府立高等学校の教官であった實吉捷郎（独文学者）により作曲された曲が、現在の校歌に引き継がれている[7][8]。

学生歌
- 「青春という」 昭和13年発表。作詞：山下肇 作曲：永田丕 編曲：有馬礼子
- 主な学生歌として挙げられるのが「青春といふ（はるという）」である。首都大学東京の応援歌としても伝唱している。

## 教職員

### 歴代学校長
旧制
- 初代：川田正澂

新制
- 初代：森脇大五郎 - 都立高等学校校長、国立遺伝学研究所所長
- 第2代：小笠原録雄
- 第3代：白旗信 - 東京都立大学名誉教授、獨協大学学長
- 第4代：穂刈四三二 - 東京都立大学名誉教授、城西大学学長
- 第5代：永倉俊光
- 第6代：小場瀬卓三 - 東京都立大学名誉教授
- 第7代：古川源
- 第8代：安岡善則 - 東京都立大学名誉教授
- 第9代：三浦武 - 東京都立大学名誉教授
- 第10代：加崎英男 - 東京都立大学名誉教授
- 第11代：大蔵隆雄
- 第12代：飛田満彦 - 東京都立大学名誉教授、東京都立工業高等専門学校校長
- 第13代：増田高廣
- 第14代：堀口孝男 - 東京都立大学名誉教授
- 第15代：峰岸純夫 - 東京都立大学名誉教授
- 第16代：久保謙一 - 東京都立大学名誉教授、東京都立航空工業高等専門学校校長
- 第17代：大村芳正 - 東京都立大学名誉教授
- 第18代：井出弘之 - 東京都立大学名誉教授
- 第19代：中島平三 - 東京都立大学名誉教授、学習院初等科長
- 第20代：堀信行 - 東京都立大学名誉教授
- 第21代：生田茂 - 東京都立大学名誉教授
- 第22代：松浦克美 - 首都大学東京教授
- 第23代：石坂康倫 - 東京都立桜修館中等教育学校校長
- 第24代：須藤勝 - 東京都立桜修館中等教育学校校長

### 副校長・教頭
- 澤田洋太郎 - 古代史研究家

### 国語科
- 森山重雄 - 東京都立大学名誉教授
- 小野牧夫 - 大東文化大学教授
- 相馬庸郎 - 神戸大学教授
- 難波喜造 - 早稲田大学教授
- 野村精一 - 実践女子大学名誉教授

### 地歴公民科
歴史学
- 黒羽清隆 - 静岡大学教授
- 松俊夫 - 成城大学教授
- 三木亘 - 慶應義塾大学名誉教授
- 児玉彰三郎 - 新潟大学助教授

地理学
- 山崎憲治 - 岩手大学教授

### 理科
地学
- 戸谷洋 - 東京都立大学名誉教授
- 久野猛 - 全国高等学校体育連盟会長

### 保健体育科
- 多和健雄 - 筑波大学教授
- 甲田充彦 - 全国高等学校長協会会長

### 外国語科
- 早乙女忠 - 中央大学名誉教授
- 塚本利明 - 専修大学名誉教授
- 木島始 - 法政大学教授

## 著名な出身者

### 政治・法律・行政
- 佐藤信二（政治家） - 衆議院議員、運輸大臣、通商産業大臣
- 吉田万三（地方政治家） - 足立区長
- 川上隆朗（外交官） - 外務省経済協力局長、国際協力事業団総裁
- 白鳥正喜（大蔵官僚） - 大蔵省国際金融局次長、世界銀行理事
- 杉崎重光（大蔵官僚） - 東京国税局長、IMF副専務理事
- 水谷四郎（通産官僚） - 通商産業省生活産業局長、日本銀行審議委員
- 三橋郁雄（運輸官僚） - 運輸省第一港湾建設局長、工学博士
- 田村秀昭（自衛官） - 参議院議員、沖縄開発政務次官
- 関口祐弘（警察官） - 警察庁長官
- 三木義一（租税法学者、弁護士） - 青山学院大学学長、法学博士
- 西澤宗英（民事訴訟法学者、弁護士） - 青山学院大学名誉教授、法学博士

### 経済・産業
- 荒木隆司（実業家） - あいおい損害保険取締役会長
- 稲生武（実業家） - いすゞ自動車取締役会長
- 佐々木則夫（実業家） - 東芝取締役代表執行役社長
- 加藤誠（実業家） - 伊藤忠商事取締役副会長
- 宮内孝久（実業家） - 三菱商事代表取締役副社長、神田外語大学学長

### 団体・市民活動
- 波多野ミキ（カウンセラー） - 日本家庭福祉会理事長

### 教育
- 冲永荘一（教育者） - 帝京大学グループ学主
- 森下一期（教育者） - 和光中学校・高等学校校長
- 井田良克（教育者） - 日本音楽高等学校校長

### 学問・技術
- 武市英雄（新聞学者） - 上智大学名誉教授
- 福島章（精神科医） - 上智大学名誉教授、医学博士
- 鳥海靖（歴史学者） - 東京大学名誉教授
- 吉原健一郎（文化史学者） - 成城大学民俗学研究所所長
- 三木靖（日本史者） - 鹿児島国際大学名誉教授
- 太田勝洪（東洋史学者） - 法政大学教授、中国研究所理事長
- 野口洋二（西洋史学者） - 早稲田大学名誉教授、文学博士
- 上杉忍（アメリカ史学者） - 横浜市立大学名誉教授、博士（社会学）
- 隅野隆徳（憲法学者） - 専修大学名誉教授
- 川村正幸（商法学者） - 一橋大学名誉教授、博士（法学）
- 速水佑次郎（経済学者） - 東京都立大学名誉教授、Ph.D.（農業経済学）
- 雨宮健（経済学者） - スタンフォード大学名誉教授、Ph.D.（経済学）
- 対馬路人（宗教社会学者） - 関西学院大学教授
- 山崎正勝（科学史学者） - 東京工業大学名誉教授、理学博士
- 森正武（数学者） - 京都大学数理解析研究所所長、工学博士
- 原康夫（物理学者） - 筑波大学名誉教授、理学博士
- 岩田末廣（化学者） - 総合研究大学院大学名誉教授、理学博士
- 笹尾哲夫（天文学者） - 国立天文台教授、理学博士
- 藤井敏嗣（地球科学者） - 東京大学地震研究所所長、理学博士
- 団まりな（生物学者）- 大阪市立大学教授、理学博士
- 太田敏子（生化学者） - 筑波大学名誉教授、理学博士
- 内野滋雄（解剖学者） - 東京医科大学名誉教授、医学博士
- 中村嘉男（生理学者） - 東京医科歯科大学名誉教授、医学博士
- 大野京子（内科医） - 帝京大学教授、医学博士
- 柳澤信夫（神経内科医） - 信州大学名誉教授、医学博士
- 石川哲（眼科医、臨床環境医） - 北里大学名誉教授、医学博士
- 大久保利晃（公衆衛生医） - 産業医科大学学長、医学博士
- 米本恭三（整形外科医） - 東京慈恵会医科大学名誉教授、医学博士
- 奥宮暁子（看護師） - 札幌医科大学名誉教授、博士（医学）
- 石井典子（薬剤師） - 慶應義塾評議員
- 安田一郎（薬学者） - 東京薬科大学教授、薬学博士
- 桜井靖久（医用生体工学者） - 東京女子医科大学名誉教授
- 藤正巖（医用生体工学者） - 東京大学名誉教授、医学博士
- 小嶋勝衛（都市工学者） - 日本大学総長・理事長、工学博士
- 大村謙二郎（都市工学者） - 筑波大学名誉教授、工学博士
- 土肥博至（芸術工学者） - 神戸芸術工科大学学長、工学博士
- 小林精次（電気工学者） - 早稲田大学名誉教授
- 菱沼千明（通信工学者） - 東京工科大学教授、工学博士
- 星徹（情報工学者） - 東京工科大学名誉教授、博士（工学）
- 益子正文（化学工学者） - 東京工業大学名誉教授、工学博士
- 北村貞太郎（農学者） - 京都大学名誉教授、農学博士
- 大熊幹章（林学者） - 森林総合研究所理事長、農学博士
- 山口祐司（商学者） - 桜美林大学名誉教授

### 芸術・文化
- 宮川淳（美術評論家） - 成城大学教授
- しまおまほ（漫画家） - 1997年卒
- 鎌田豊成（デザイナー） - 長岡造形大学学長
- 三善晃（作曲家） - 桐朋学園大学学長、日本芸術院会員
- 垣内悠希（指揮者） - ブザンソン国際指揮者コンクール
- 向谷実（ミュージシャン） - キーボーディスト、元カシオペア
- 織田哲郎（ミュージシャン） - シンガーソングライター
- 北島健二（ミュージシャン） - ギタリスト
- 尾美としのり（俳優） - 劇団ひまわり
- 金子賢（俳優） - 定時制、元総合格闘家
- 松島みのり（声優） - 青二プロダクション
- 新井利佳（タレント、保育士） - 元チェキッ娘
- 安座間美優（タレント）- ファッションモデル
- うじきつよし（タレント）- 子供ばんど
- 堀内茂男（劇作家、放送作家） - JET STREAM
- 吉松安弘（映画監督、脚本家） - 帝京大学教授
- 斎藤博（脚本家) - 日活成人映画脚本
- 柳井満（番組制作者）- TBSテレビプロデューサー
- 前川麻子（演出家）- 都立大学附属中退
- 岩谷徹（ゲーム開発者）- 東京工芸大学名誉教授
- 野村剛史（言語学者） - 東京大学名誉教授
- 小関智弘（作家）- ノンフィクション作家
- 小中陽太郎（作家） - 中部大学教授、評論家
- 江村洋（比較文学者） - 東洋大学教授
- 近藤耕人（英文学者） - 明治大学名誉教授
- 柿沼孝子（米文学者） - 立正大学名誉教授
- 杉谷恭一（ドイツ文学者） - 熊本大学教授
- 平林和幸（フランス文学者）- 武蔵大学学長
- 野々山真輝帆（スペイン文学者）- 筑波大学名誉教授

### ジャーナリズム・マスメディア
- 久米宏（アナウンサー） - オフィス・トゥー・ワン
- 宮尾邦雄（アナウンサー） - 日本放送協会
- 藤村幸義（ジャーナリスト） - 日本経済新聞論説委員
- 猪熊建夫（ジャーナリスト）- 毎日新聞社経済部副部長
- 三ツ谷洋子（ジャーナリスト）- 女性スポーツ財団日本支部代表

### 旧制時代
- 府立高等学校の著名な出身者参照

## 周辺環境
- 八雲
- 柿の木坂
- めぐろ区民キャンパス - 隣接した東京都立大学人文学部跡地
- 深沢ハウス - 東京都立大学理学部・工学部跡地
- 国立病院機構東京医療センター
- 駒沢オリンピック公園
- 碑文谷公園